# Контракт зі смертю (фільм, 1998)
«Контракт зі смертю» (рос. «Контракт со смертью») — російсько-білоруський художній фільм 1998 року режисера Дмитра Астрахана.

## Сюжет
Група політиків на чолі з депутатом парламенту створює під виглядом фонду милосердя диявольський концерн по використанню «людей другого сорту» для трансплантації органів. Бездоганний єзуїтський план руйнується при зіткненні з живими людськими почуттями...

## У ролях
- Андрій М'ягков
- Дмитро Пєвцов
- Ганна Легчилова
- Ольга Сутулова
- Олег Фомін
- Сергій Степанченко
- Любов Румянцева
- Іван Мацкевич

## Творча група
- Сценарій: Олег Данилов
- Режисер: Дмитро Астрахан
- Оператор: Юрій Воронцов
- Композитор: Олексій Григор'єв